# Viveiro

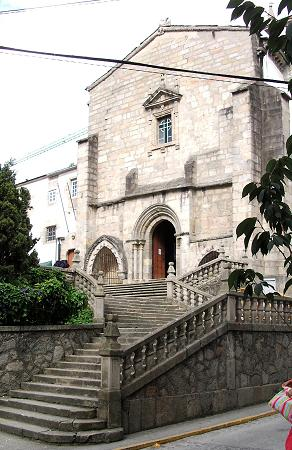
La chiesa di San Francisco, nel nucleo urbano di Viveiro

Viveiro (fino al 1984 e in spagnolo Vivero) è un comune spagnolo di 16 238 abitanti situato nella comunità autonoma della Galizia.

## Amministrazione

### Gemellaggi
- La Habana Vieja
- Lannion